# Königlicher Weinberg Wachwitz

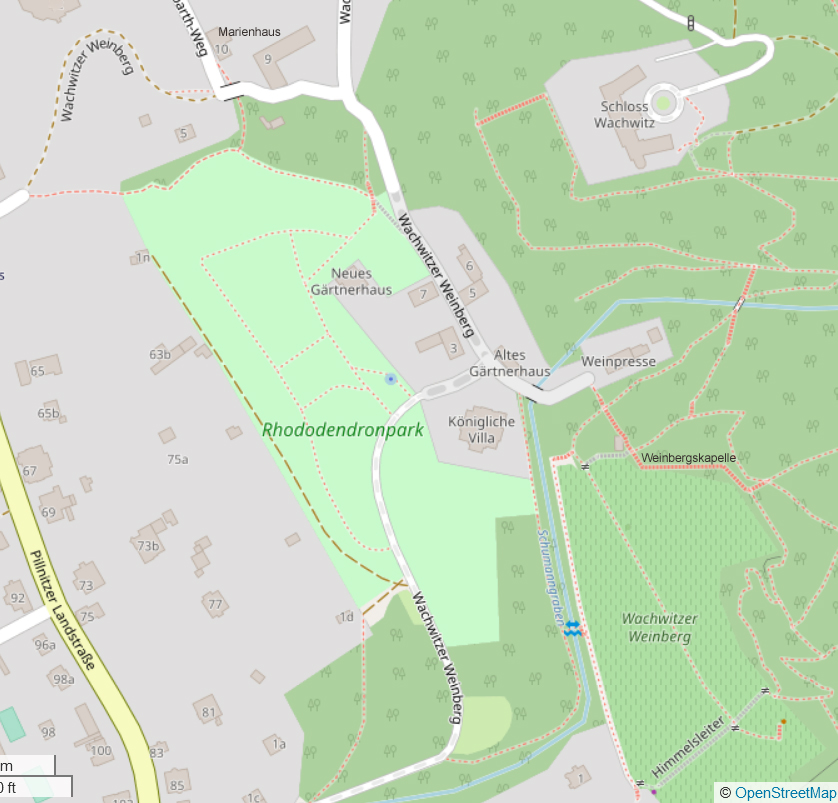
Karte vom Wachwitzer Weinberg

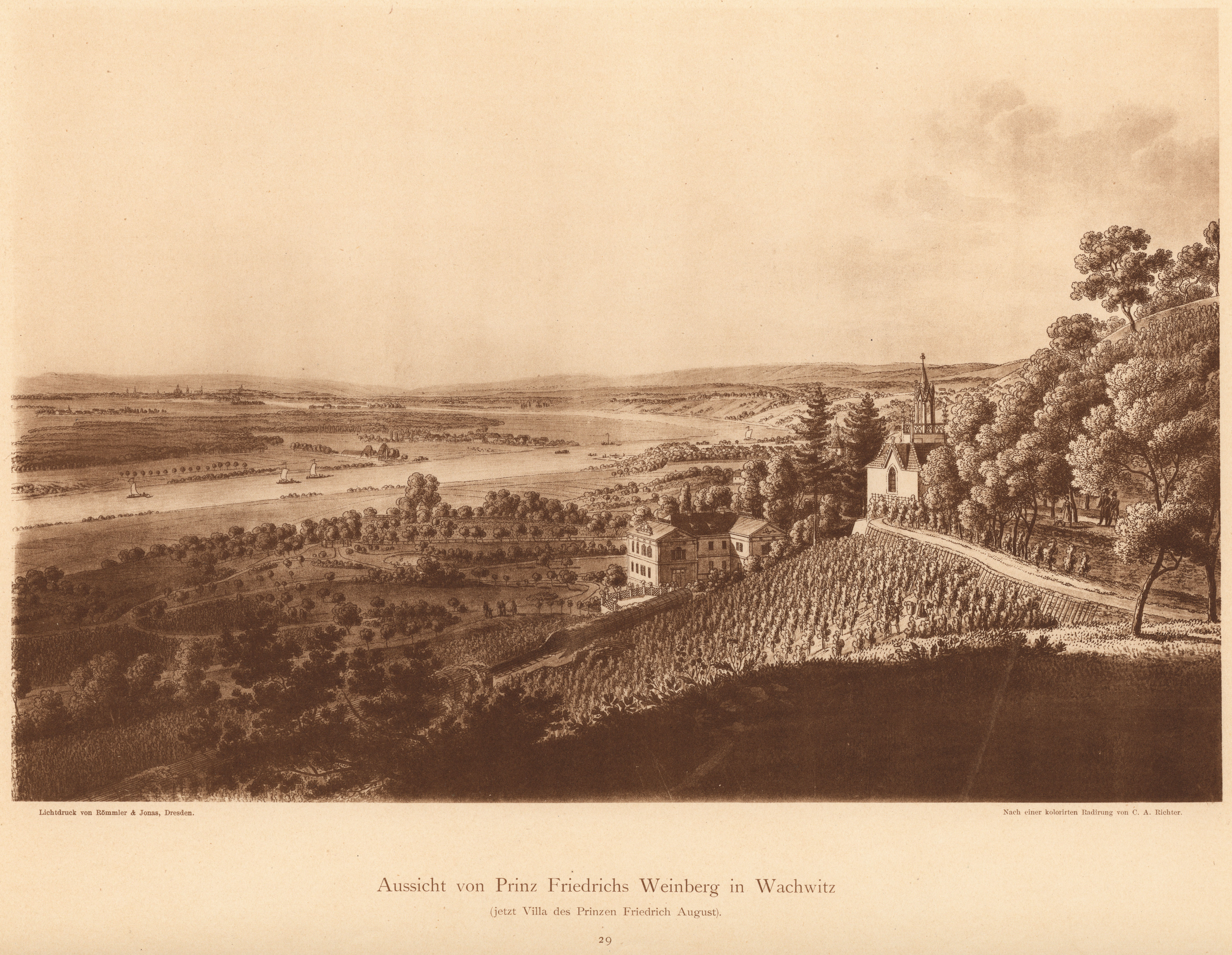
Panorama Anfang des 19. Jh.

Der Königliche Weinberg Wachwitz ist ein Gelände mit zahlreichen Gebäuden in Dresden-Wachwitz, das als Sachgesamtheit unter Denkmalschutz steht und von 1824 bis 1945 im Wettinischen Besitz war. Die Sachgesamtheit (ID-Nr. 09218394) besteht aus folgenden Einzeldenkmalen, siehe auch Liste der Kulturdenkmale in Wachwitz:
- Königliche Villa Wachwitz (Wachwitzer Weinberg 1, ID-Nr. 09211836), errichtet 1893 von Wilhelm Teichgräber
- Wachwitzer Weinbergkapelle (Wachwitzer Weinberg, ID-Nr. 09211839), neogotische Kapelle von 1839
- Presshaus (Wachwitzer Weinberg 2, ID-Nr. 09211838), um 1800 erbaut, mit dem Kinderfries von Franz Pettrich
- Geistlichenhaus (Wachwitzer Weinberg 3), 1937 abgerissen, jetzt Wohnhaus-Neubau
- Altes Gärtnerhaus oder Küchenhaus (Wachwitzer Weinberg 4, ID-Nr. 09211837), mit zwei Reliefs von Franz Pettrich
- Wirtschaftsgebäude (Wachwitzer Weinberg 5), 1886 von Baumeister Wilhelm Teichgräber errichtet
- Wirtschaftsgebäude (Wachwitzer Weinberg 6), ehem. Pferde-, Kuh- und Ziegenstall, später Reitstall
- Winzerhaus (Wachwitzer Weinberg 7), 1889 von Baumeister Eduard Beeger errichtet
- Neues Gärtnerhaus (Wachwitzer Weinberg 8, ID-Nr. 09302530), 1893 von Baumeister Wilhelm Teichgräber errichtet
- Wohnhaus (Wachwitzer Weinberg 9), ehem. Pferdestall und Remise
- Schloss Wachwitz (Wachwitzer Weinberg 15, ID-Nr. 09211830), errichtet 1936
- Kotzschweg 8, ehem. Pförtnerhaus an der Auffahrt zum Schloss Wachwitz
- Marienhaus (Josef-Hegenbarth-Weg 10, ID-Nr. 09211844), ehem. Crusesche Villa am Wachwitzer Kirchweg 10, umgebaut 1887 durch Baumeister Eduard Beeger, ehem. Wohnsitz von Kronprinz Friedrich August III. (1865–1932) und seiner Ehefrau Kronprinzessin Luise von Toskana (1870–1947)
- Rhododendronpark Wachwitz und ehem. Königlicher Weinberg Wachwitz[1]

## Galerie

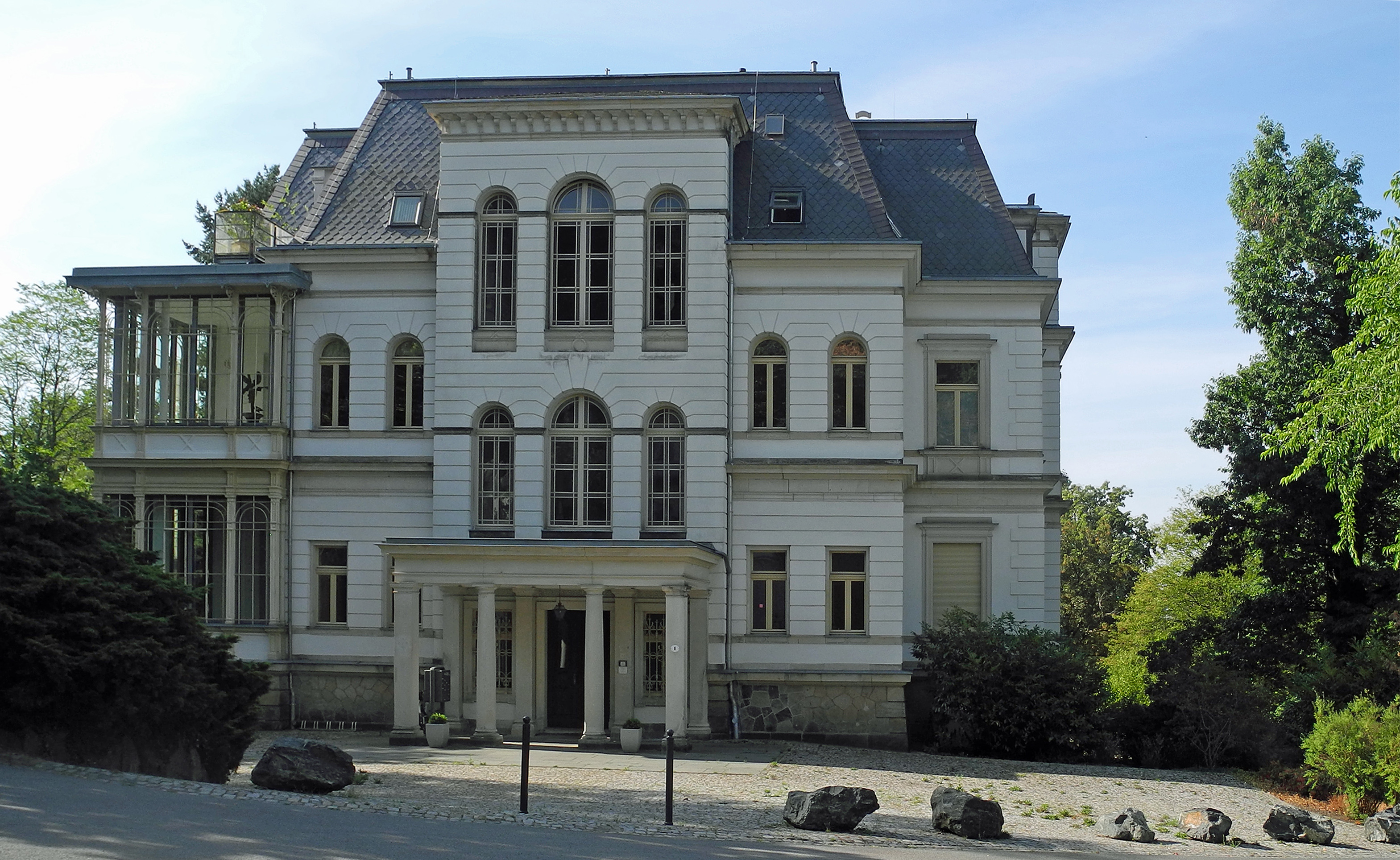
Königliche Villa Wachwitz Nr. 1
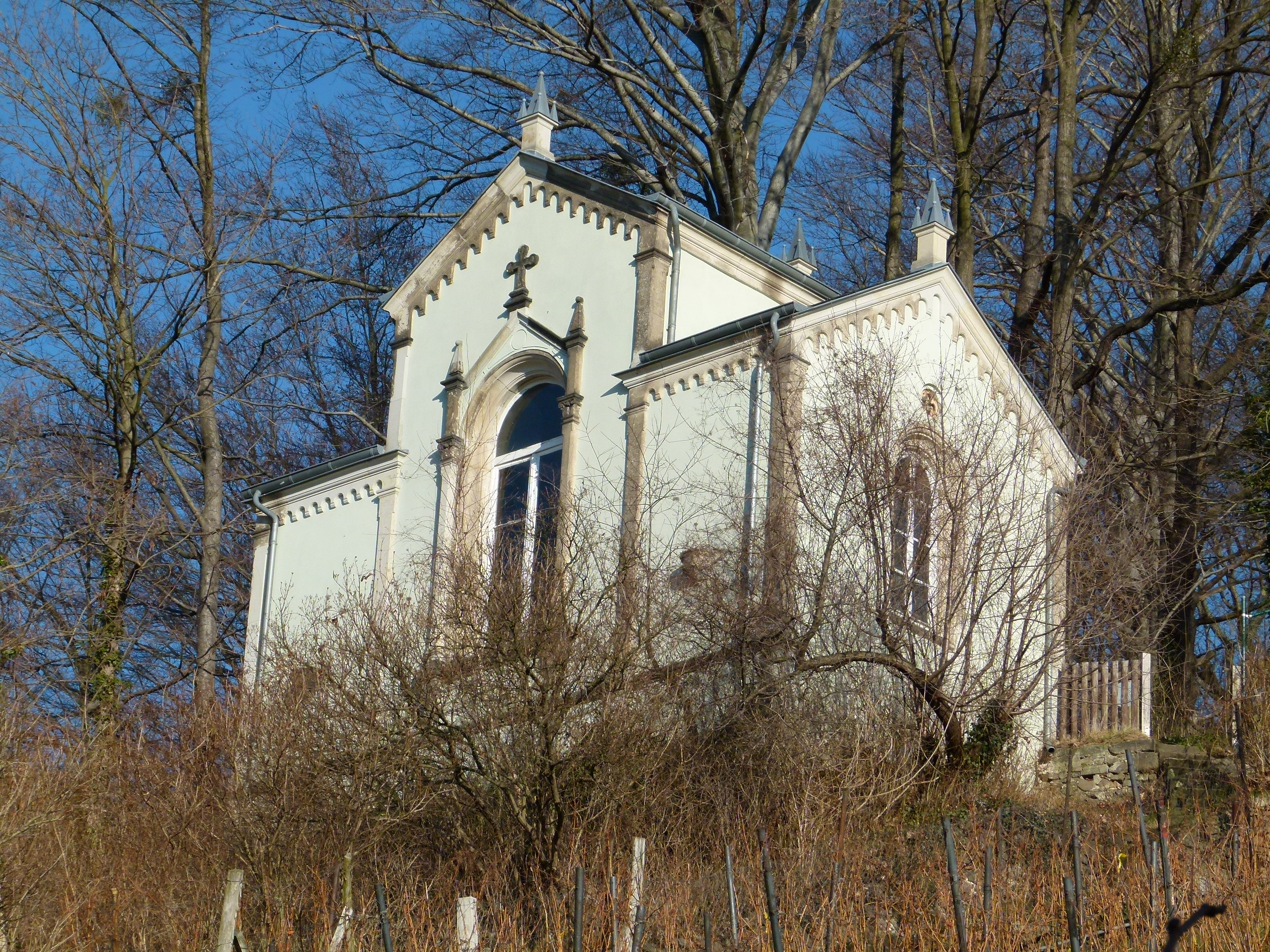
Neugotische Kapelle am Weinberg
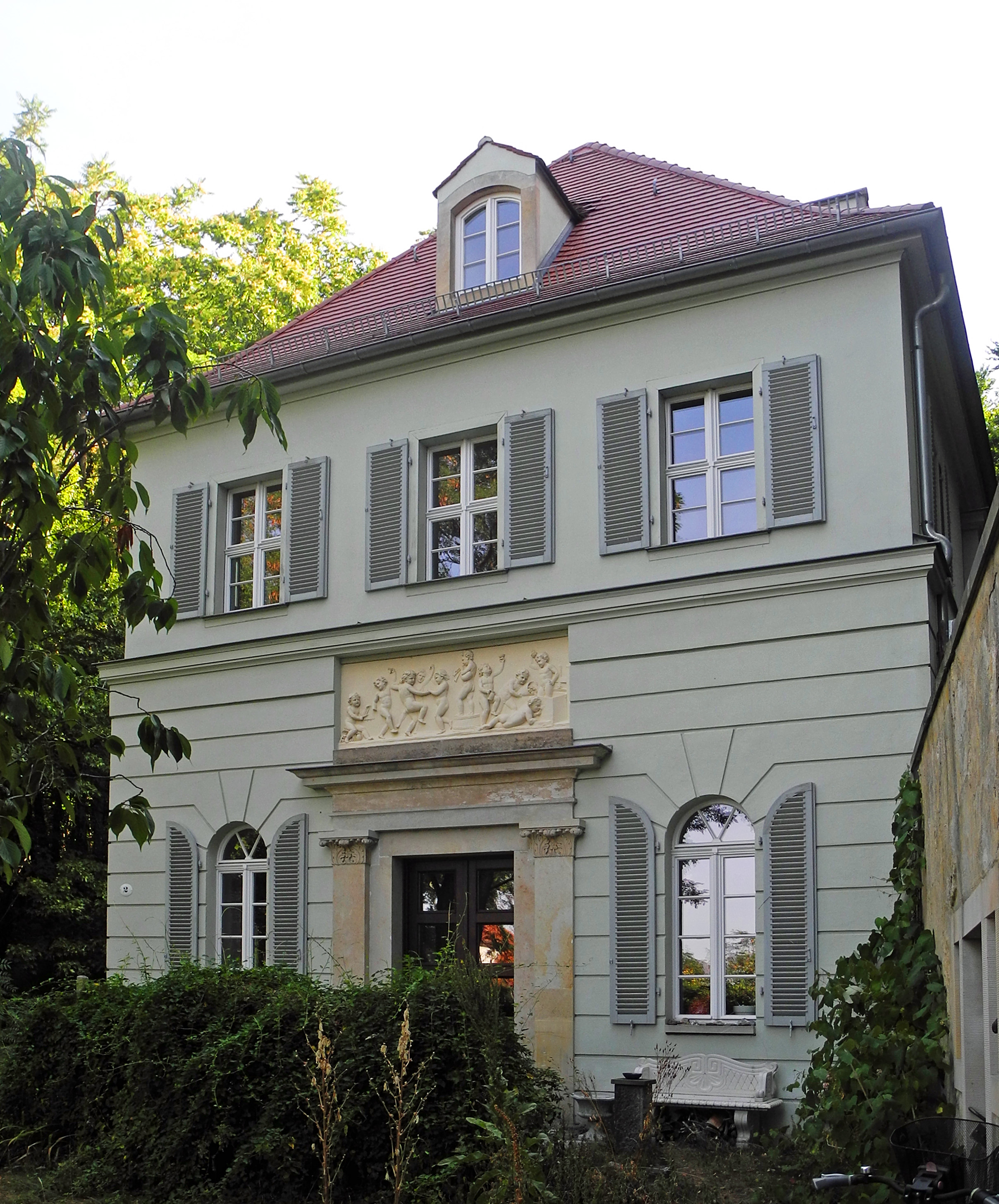
Presshaus Nr. 2
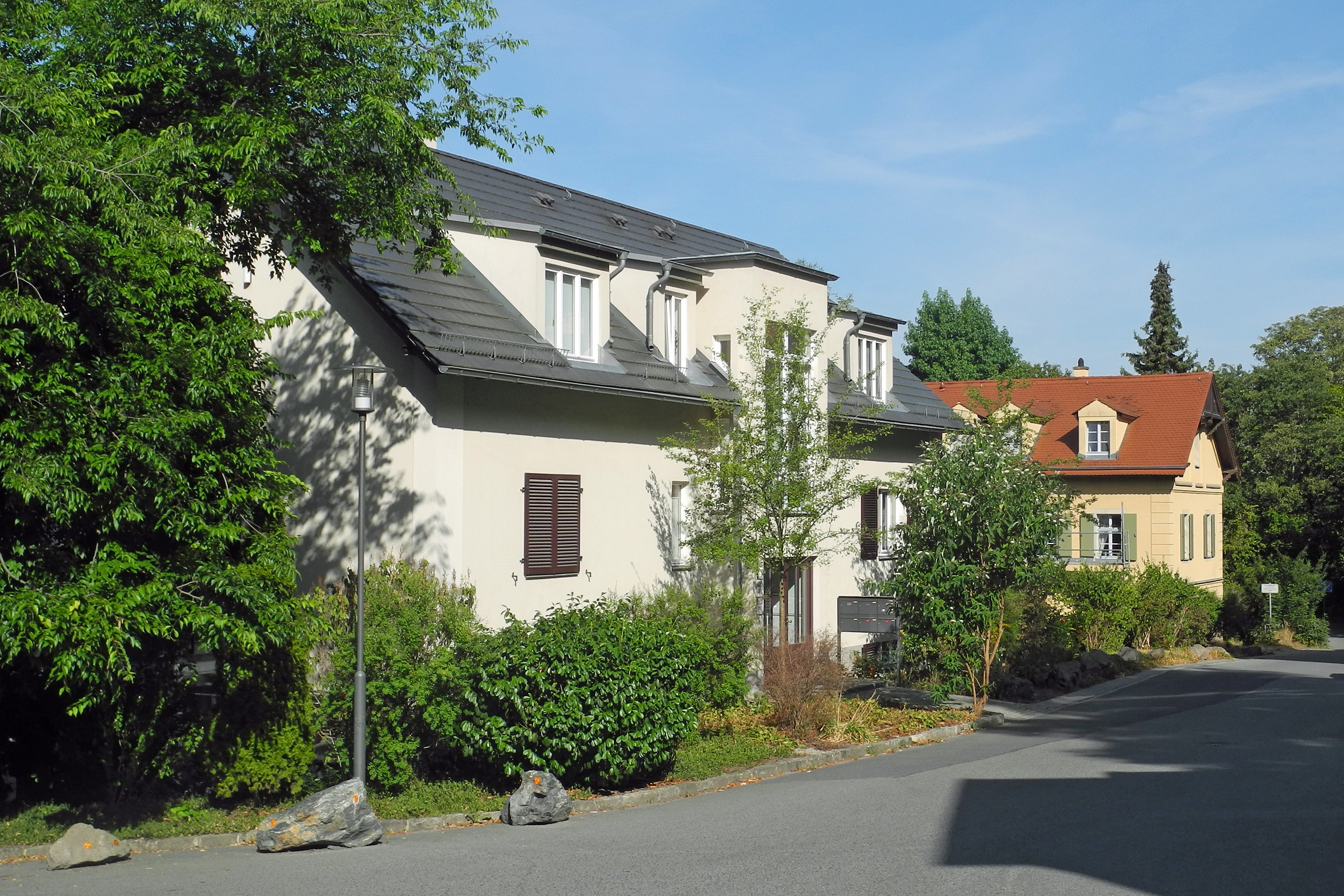
Neubau Nr. 3
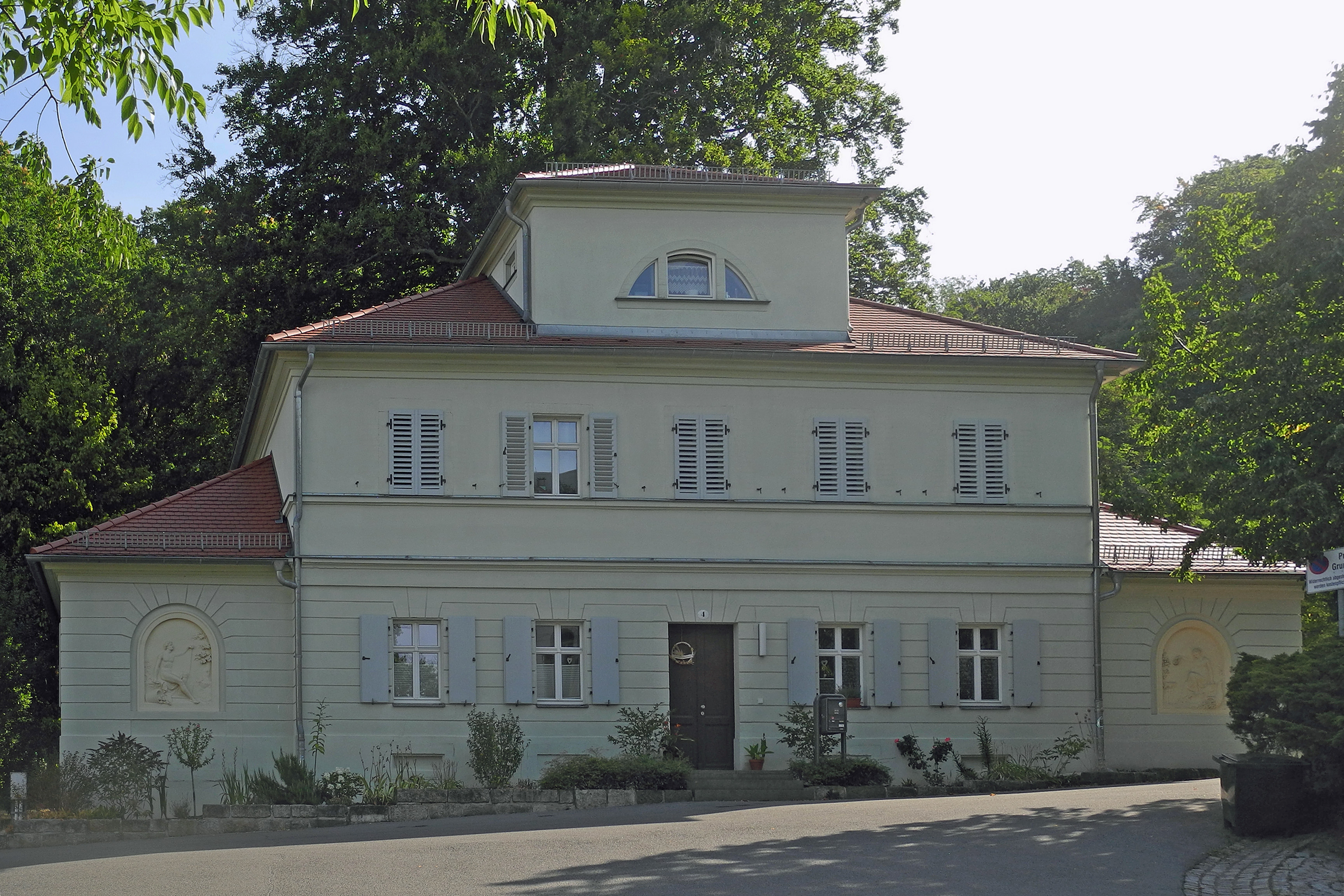
Altes Gärtnerhaus Nr. 4
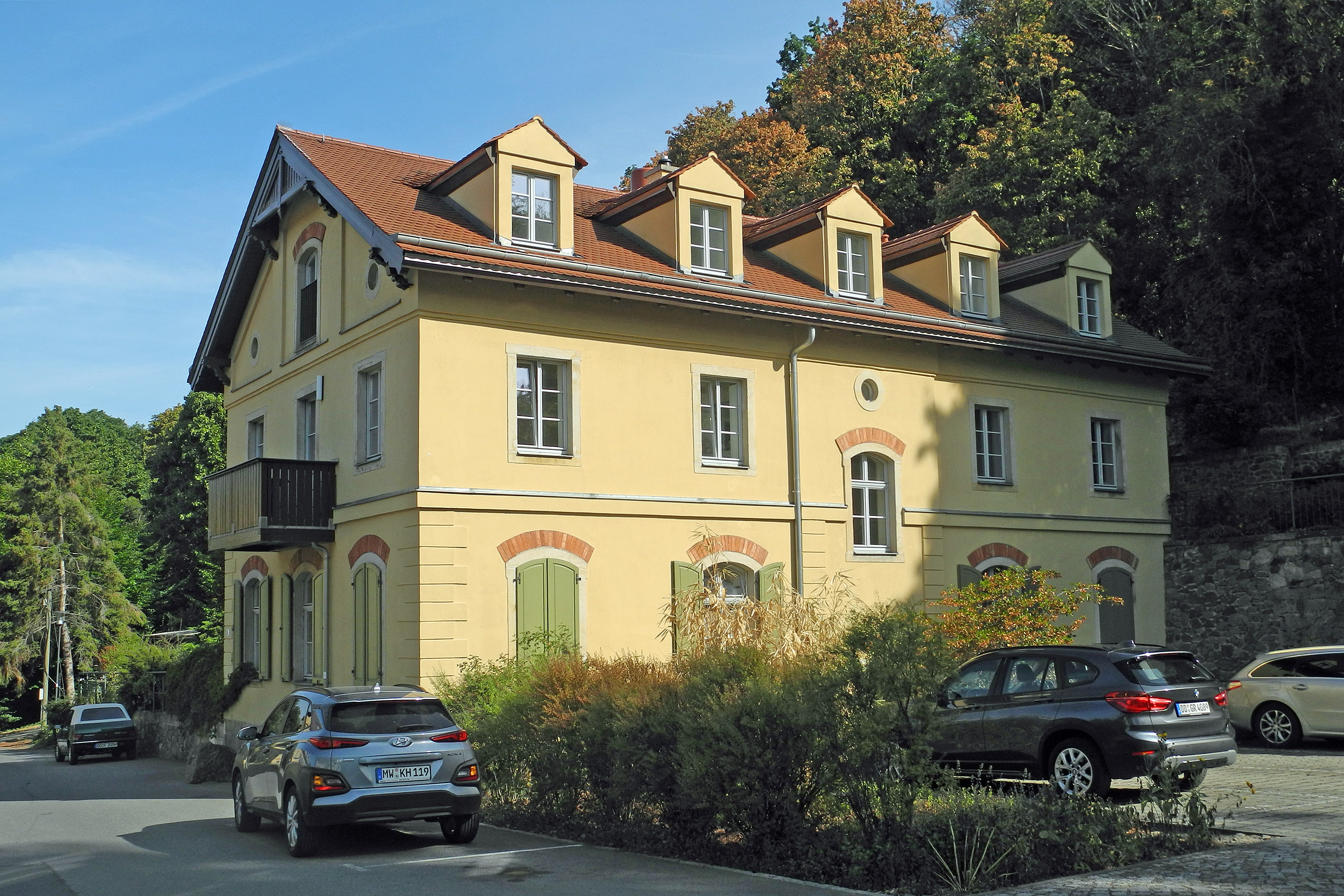
Wirtschaftsgebäude Nr. 5
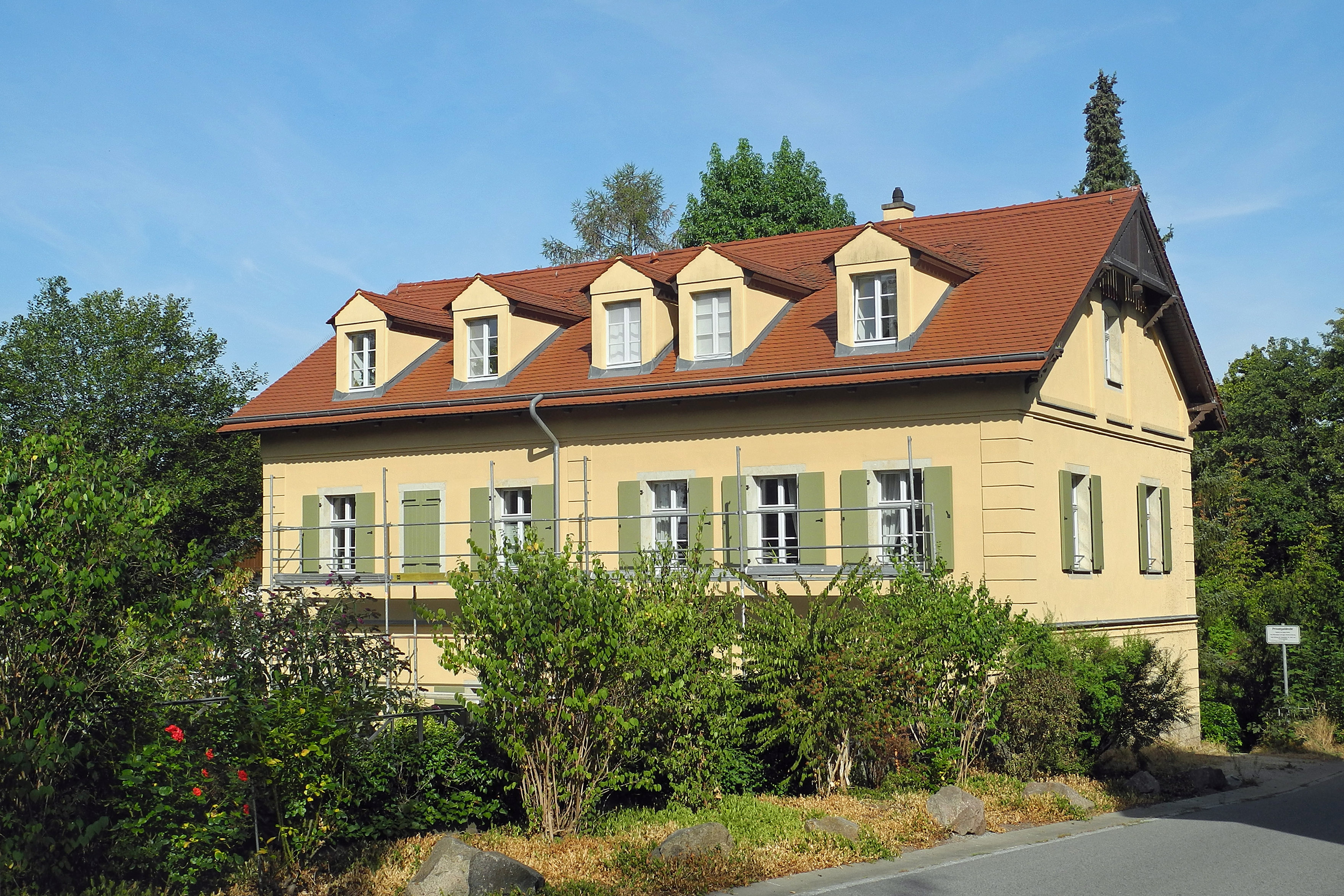
Winzerhaus Nr. 7
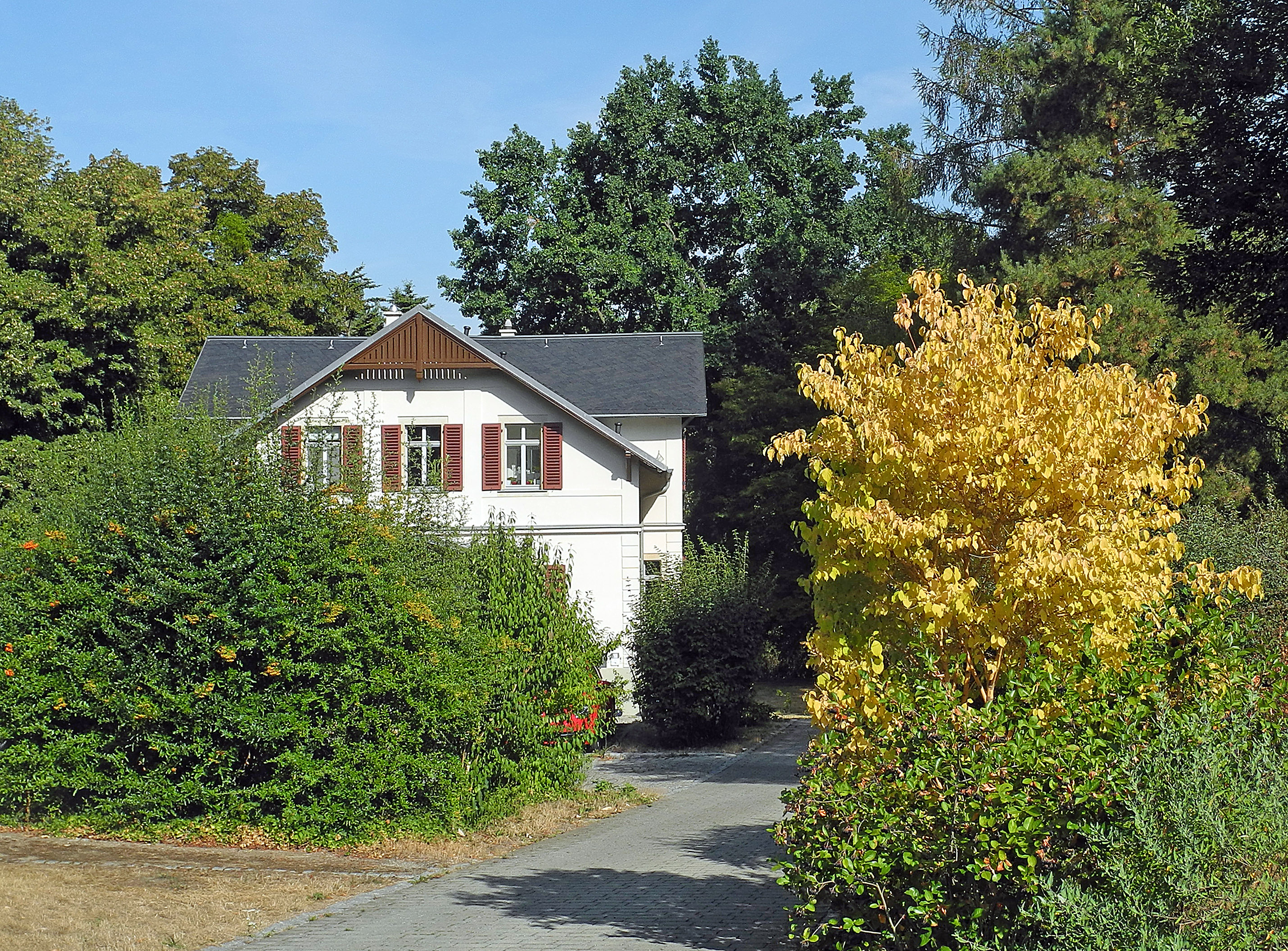
Neues Gärtnerhaus Nr. 8
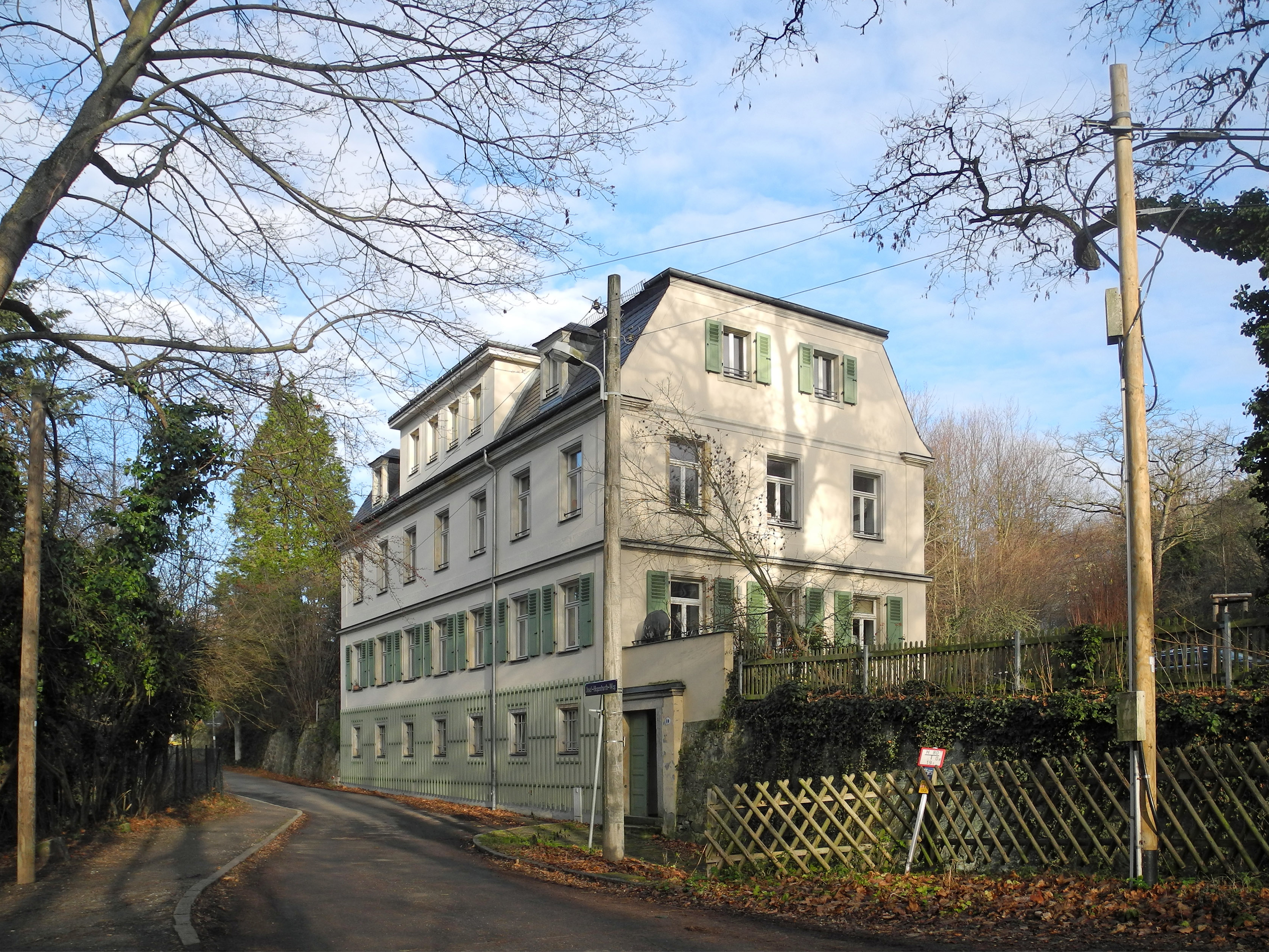
Marienhaus Nr. 10
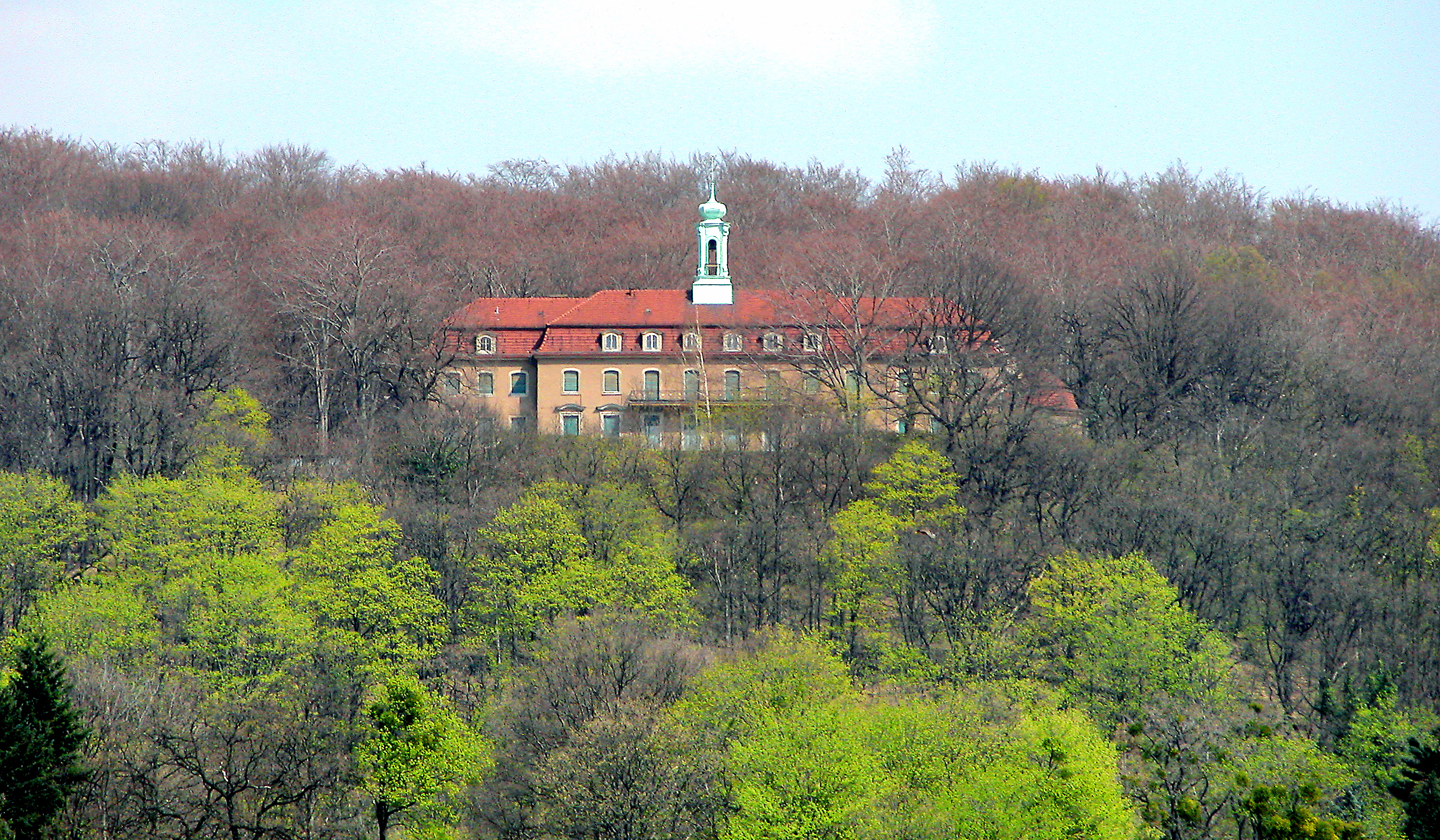
Schloss Wachwitz Nr. 15
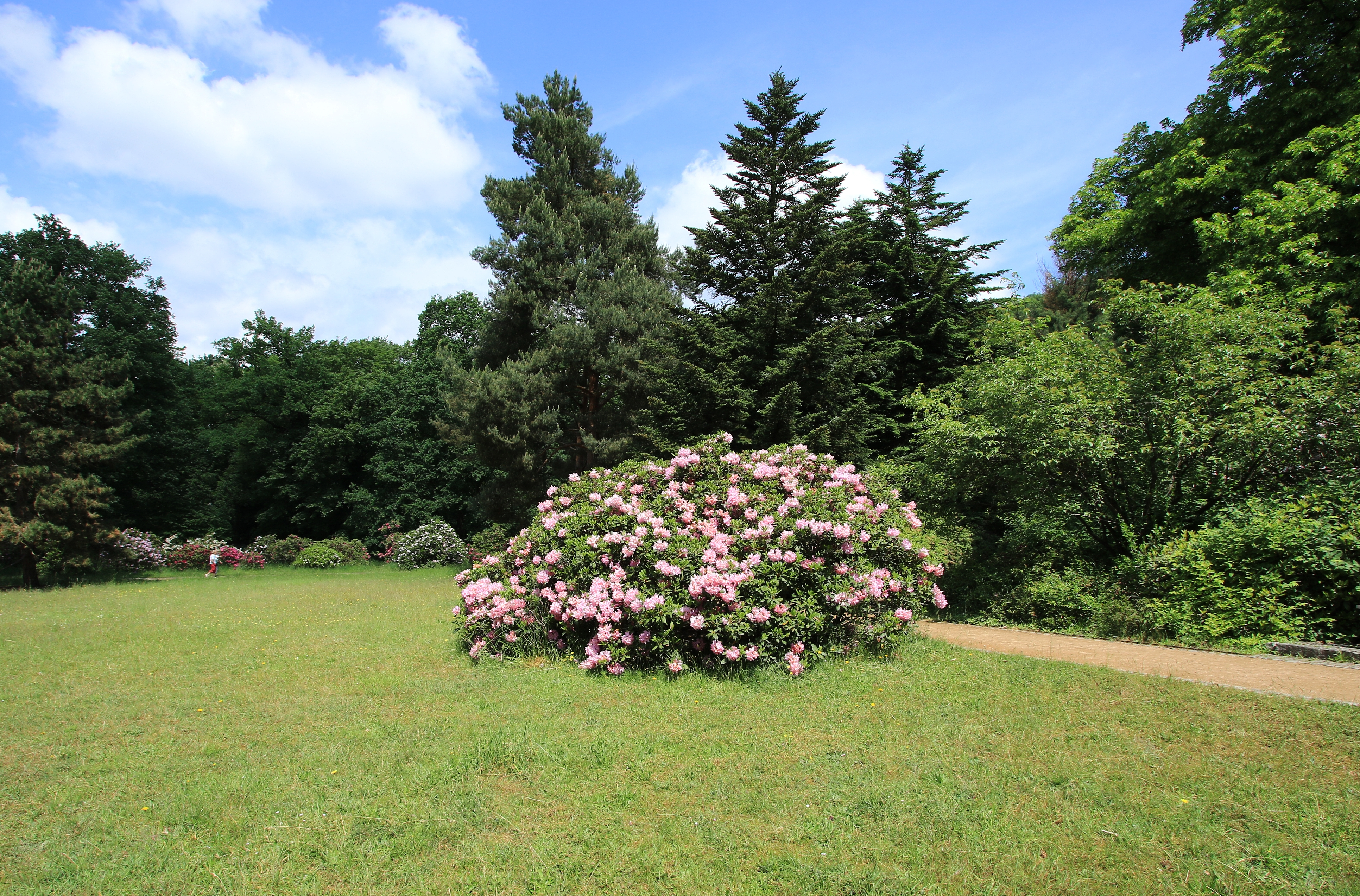
Rhododendronpark Wachwitz
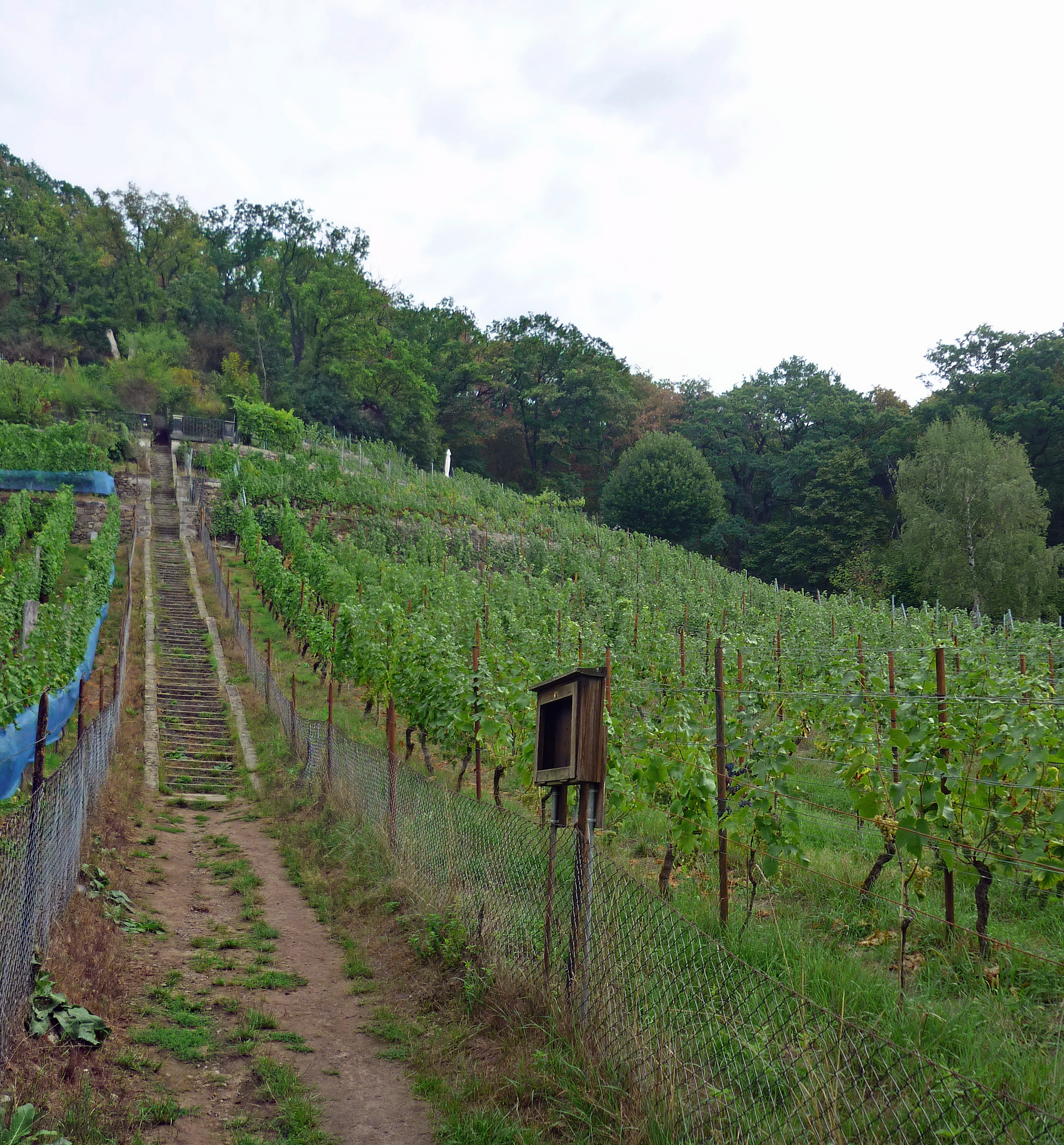
Weinberg Wachwitz mit der Himmelsleiter